# 山咲杏
山咲杏（やまさき あんず）は、日本の女性声優。主にアダルトゲームに声をあてている。

## 出演作品
※太字は主役・メインキャラクター。

### アダルトゲーム

#### 2006年
- ヤミノカナタ（五ヶ瀬香澄）
- Myつま（一之瀬里奈）
- み・こ・こ・ん -巫女婚-（藍の母親）
- あおぞらマジカ!!（エレン）

#### 2007年
- 教えてっ! おねてぃー（新井成子）
- とらぶるDAYS（小泉友紀）
- Reversible（向井笙、クラウデテ）
- IZUMO3（笹山 芙由子）
- ヨガって! 奥様 〜欲求不満なムッチリ妻たち〜（夏川紫織）

#### 2008年
- ふるふる☆フルムーン（董条紬）

#### 2009年
- ボクん家の家性婦さん（北条綾乃）
- 真説 猟奇の檻 第2章（胡桃沢裕子）
- 夏の雨（モブ）
- 幻月のパンドオラ（辛島ゆとり、皆川裕香）

#### 2010年
- 奥様はS嬢（龍ヶ崎明）

### ドラマCD

#### 2009年
- こえでおしごと!（弘部冬実）